# Jean Baptiste Duhamel (Bergbauingenieur)
Jean Baptiste Duhamel (* 2. Mai 1767 in Ruffec, Charente; † 1847) war ein Professor für Bergbau. Er promovierte 1783 an der Königlichen Bergbauschule. Von 1795 bis 1796 war er stellvertretender Professor für Bergbau am Hôtel de Mouchy. 1806 bis 1813 war er Direktor der Bergschule in Geislautern. Jean Baptiste Duhamel schuf in Geislautern im Jahre 1810 den „Saarkohlenatlas“ als Ergebnis einer systematischen Bodenerkundung. Der Atlas gilt heute noch als kartographisches Standardwerk. Nach Duhamel wurde der Duhamel-Schacht des Bergwerks Ensdorf benannt.
Siehe auch: Bergbau im Saarland